# Toalheiro

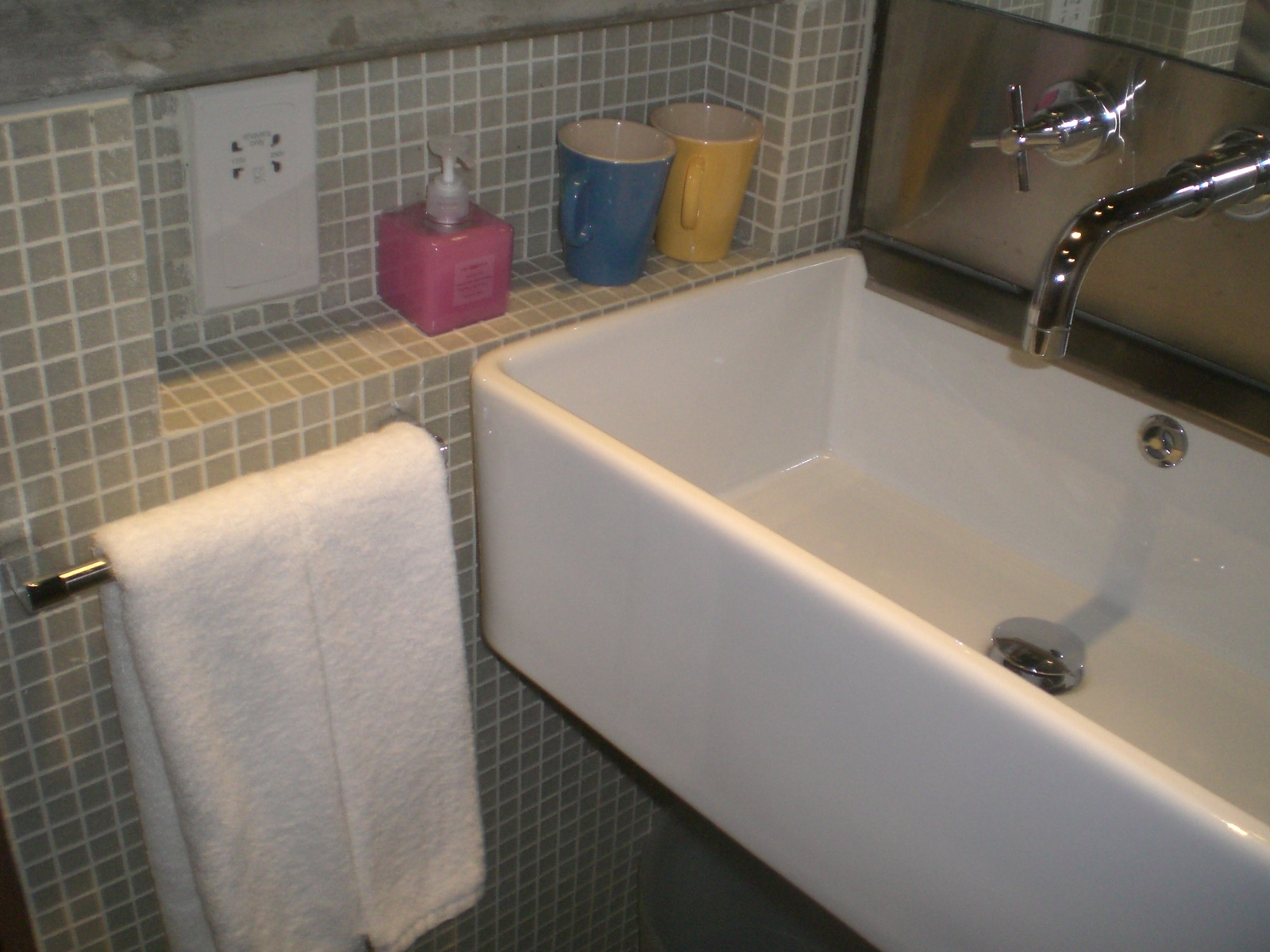
Toalha pendurada em um toalheiro em forma de barra.

Toalheiro é um suporte, de casa-de-banho, usado para pendurar as toalhas.
Os toalheiros podem ser de aço inoxidável, madeira ou plástico, e existem em forma de barra (para colocar as toalhas de forma estendida), de aro (para passar as toalhas pelo meio), ou como um pequeno suporte para colocar as toalhas desde a ponta.
Mais comumente se apresenta na cor cromada, estando também em alta nas cores dourada, rose-gold, preta e grafite.
Geralmente segue o estilo e cor dos demais metais do banheiro, incluindo torneiras, misturadores, descarga, ralos e chuveiro.